# Twice's Elegant Private Life
Twice's Elegant Private Life es un docu-reality surcoreano que presenta al grupo musical femenino Twice. El programa muestra a Nayeon, Jeongyeon, Momo, Sana, Jihyo, Mina, Dahyun, Chaeyoung y Tzuyu, miembros del grupo, en diversas actividades de esparcimiento y en su vida diaria, sin restricciones. El primer episodio se emitió oficialmente el 1 de marzo de 2016 por el canal de televisión Mnet.

## Antecedentes
El 21 de febrero de 2016, el canal surcoreano Mnet emitió un primer tráiler, confirmando la realización de Twice's Elegant Private Life, un docu-reality de ocho capítulos que sería emitido semanalmente por el canal, en el que se le hace seguimiento a las miembros del grupo Twice en su vida diaria.
El 28 de febrero, las miembros del grupo grabaron un vídeo promocional invitando a ver el primer capítulo de su programa.
“A pesar de que J.Y. Park estaba preocupado de que no hubiera partes divertidas porque las miembros son demasiado agradables, tenemos varias escenas interesantes”, dijo uno de los representantes del programa en entrevista. “Los fans podrán ver la vida diaria y los encantos honestos de Twice, uno de los grupos femeninos en crecimiento de este año”, añadió el productor del programa, Lee Chang Kyu.
El primer episodio fue emitido el 1 de marzo de 2016 a las 23:00 hrs. (KST). A partir del 8 de marzo, la plataforma digital japonesa de Internet Mnet Smart se sumó a la transmisión y, posteriormente, la señal de televisión japonesa de Mnet lo comenzó a emitir a partir del 8 de mayo.

## Sinopsis
El programa acompaña a las nueve miembros del grupo surcoreano Twice en diversas actividades, tanto recreativas, cumpliendo pruebas y siendo puestas a prueba, como episodios de su vida profesional.

## Elenco
- Im Na-yeon, más conocida como Nayeon.
- Yoo Jeong-yeon, más conocida como Jeongyeon.
- Hirai Momo, más conocida como Momo.
- Minatozaki Sana, más conocida como Sana.
- Park Ji-hyo, más conocida como Jihyo.
- Mina Myōi, más conocida como Mina.
- Kim Da-hyun, más conocida como Dahyun.
- Son Chae-young, más conocida como Chaeyoung.
- Zhōu Zǐyú, más conocida como Tzuyu.

## Temporadas
| Temporada | Temporada | Episodios | Episodios | Emisión original   | Emisión original    |
| Temporada | Temporada | Episodios | Episodios | Primera emisión    | Última emisión      |
| --------- | --------- | --------- | --------- | ------------------ | ------------------- |
|           | 1         | 8         | 8         | 1 de marzo de 2016 | 19 de abril de 2016 |

## Episodios
| N.º en serie | N.º en temp. | Título          | Duración | Dirigido por | Escrito por | Fecha de emisión original |
| --- | ------------ | --------------- | -------- | ------------ | ----------- | ------------------------- |
| 1 | 1            | «Furryly»       | 46 min.  | —            | —           | 1 de marzo de 2016        |
| Las miembros son reunidas para explicarles el formato del nuevo reality show, en el que serán filmadas a todas horas, incluyendo con cámaras secretas. Pasan tiempo en su departamento, donde se les ve cocinar, jugar Mafia y realizar una fiesta en sus habitaciones. La producción hizo públicas fotos personales extraídas del computador de las miembros, con la complicidad de una de ellas. |              |                 |          |              |             |                           |
| 2 | 2            | «Like Secretly» | 47 min.  | —            | —           | 8 de marzo de 2016        |
| Las miembros reaccionan al primer episodio del programa, donde descubren que Tzuyu fue la cómplice del equipo de producción. Realizaron ejercicios físicos en un gimnasio, tuvieron clases de Yoga y se realizaron exámenes médicos, donde descubrieron el tipo de sangre de Momo. Tras una apuesta previa, las ganadoras que adivinaron su tipo de sangre fueron Chaeyoung, Jeongyeon y Tzuyu. |              |                 |          |              |             |                           |
| 3 | 3            | «Like Free»     | 49 min.  | —            | —           | 15 de marzo de 2016       |
| Las miembros perdedoras de la apuesta en el capítulo anterior tuvieron que pagar sus penalizaciones. Dahyun, Jihyo, Momo y Sana hicieron pruebas callejeras, mientras que Mina y Nayeon tuvieron que ingresar a una sala oscura. Por la tarde, se trasladaron a una feria callejera para vender su propia ropa en desuso, compitiendo en tres equipos. Algunas fueron llevadas, mientras que otras lo hicieron en transporte público. |              |                 |          |              |             |                           |
| 4 | 4            | «Ep. 4»         | 47 min.  | —            | —           | 23 de marzo de 2016       |
| Las miembros debieron comprar y cocinarles, como agradecimiento, a todas las personas que las ayudaron en su proceso de formación en JYP Entertainment, siendo orientadas por el chef Park Jun Woo. Se reveló la cantidad de dinero obtenida en el episodio anterior y realizaron una entrega personal a una compradora. Por la noche fueron a jugar bowling, resultando ganador el equipo de Jeongyeon, Sana y Tzuyu. |              |                 |          |              |             |                           |
| 5 | 5            | «Ep. 5»         | 45 min.  | —            | —           | 30 de marzo de 2016       |
| Segunda parte de las miembros cocinando y sirviendo al equipo de producción, con Taecyeon del grupo 2PM como invitado especial. Luego en un falso programa de variedades, debieron realizar pruebas de baile y de actuación, guiadas por el actor Kim Min Kyo. Chaeyoung, Dahyun, Jeongyeon y Tzuyu realizaron escenas de la serie Descendientes del sol; mientras que Mina, Momo, Nayeon y Sana realizaron una presentación musical con la canción «Adult Ceremony» de Park Ji-yoon. Jihyo dirigió las actividades.                                                                                             |              |                 |          |              |             |                           |
| 6 | 6            | «Ep. 6»         | 47 min.  | —            | —           | 5 de abril de 2016        |
| Se reveló el vídeo musical preparado en el episodio anterior. Jeongyeon y Tzuyu asistieron a un partido de béisbol para dar el golpe inicial del juego y realizaron una presentación junto al resto del grupo. Se les vio filmando una sesión fotográfica y asistiendo a una presentación especial en el programa M! Countdown. Luego del trabajo, fueron a un parque de diversiones, a la playa, y terminaron el día en una cabaña realizando una barbacoa y compartiendo emotivas cartas personales las unas a las otras.                                                                                      |              |                 |          |              |             |                           |
| 7 | 7            | «Ep. 7»         | 47 min.  | —            | —           | 12 de abril de 2016       |
| Bajo el concepto de la primavera, las miembros fueron incomodadas por una pareja de enamorados, realizaron un juego de preguntas románticas donde escogieron al "hombre ideal", realizaron actividades de parejas al aire libre en grupos de tres y, finalmente, fueron de compras y escogieron la vestimenta de su pareja perfecta, donde miembros de Got7 y personas de la calle votaron por sus favoritos, resultando ganador el trío de Dahyun, Jihyo y Tzuyu. |              |                 |          |              |             |                           |
| 8 | 8            | «Ep. 8»         | 46 min.  | —            | —           | 19 de abril de 2016       |
| Un completo seguimiento al viaje del grupo hacia Japón para su primera presentación en dicho país, en la KCON 2016 en Chiba: Salida desde el aeropuerto, llegada al hotel de Japón, ensayos y parte de la presentación. Se vio el encuentro de Mina, Momo y Sana, miembros japonesas, con sus padres que asistieron al show. De regreso, Chaeyoung, Sana y Tzuyu fueron a una clase de Yoga con hamacas; Dahyun, Jeongyeon y Mina fueron a una sala de juegos electrónicos; mientras que Jihyo, Momo y Nayeon fueron a una sala de Masaje thai. Finalizaron el programa todas juntas en la Torre Namsan de Seúl. |              |                 |          |              |             |                           |

## Emisión

### Corea del Sur
- Mnet, todos los martes a las 23:00 hrs. (KST)

### Japón
- Mnet Japón, todos los domingos a las 19:00 hrs. (JST)
- Mnet Smart, todos los martes a las 23:00 hrs. (JST)